# 巴基斯坦國際航空705號班機空難
巴基斯坦國際航空705號班機空難發生於1965年5月20日，一架波音720-040B在準備向開羅國際機場34跑道降落時墜毀，導致121人遇難，6人受傷。此事故為埃及第二嚴重的航空事故，僅次於閃光航空604號班機空難。

## 事件經過
5月20日當天的PIA705號班機為巴基斯坦國際航空開通的首班由卡拉奇經宰赫蘭和開羅至倫敦的班機，於格林尼治平时21時22分從宰赫蘭起飛。23時40分，飛機接近開羅機場，獲准向開羅機場34跑道進近。這架波音720持續下降，最終在跑道外墜地，墜地時起落架尚處收起狀態。
失事的PK705班機乘客中包括22名記者，他們在事故中全部遇難。 遇难乘客包括坐该航班去西欧考察的沈阳飞机设计研究所总设计师黄志千。